# 胡宇威
胡 宇威（フー・ユーウェイ、ジョージ・フー、1982年7月24日 - ）は、台湾の俳優・歌手。「武虎将」のメンバー。
かつては「胡宇崴」の名を用いていたが、2011年に改名した。

## 人物
2023年7月、アメリカで台湾の女優、陳庭妮（アニー・チェン）と入籍した。

## 出演作品

### ドラマ
- 屋頂上的緑宝石（2005） - 聶凱 役
- 武十郎（2006） - 雷聲大 役
- 終極一家（2007）
- ろまんす五段活用（公主小妹）（2007） - 紫堂周平（南風璘） 役
- ホット・ショット（籃球火）（2008） - ウージー・ウェイ（無極威） 役
- モモのお宅の王子さま（愛就宅一起）（2009） - チアセン（魏加森） 役
- 終極三國（2009） - 關羽 役
- ルーキーのダイアリー2:特戰英雄（zh:新兵日記之特戰英雄）（2011） - 鄭強 役
- ハヤテのごとく!（旋風管家）（2011）- 綾崎ハヤテ（凌奇颯） 役
- 夏の協奏曲（戀夏38℃）（2012）- アークァン（林明寬） 役
- LOVE NOW ホントの愛は、いまのうちに…（真愛趁現在）（2012）- ラン・シーダー（藍仕德） 役
- 恋するロミオとジュリエット（真愛黑白配）（2013） - チョウ・チェン（周震） 役
- 蘭陵王（2013）- 高延宗 （安徳王） 役
- 新神探聯盟之包大人來了（2013）- 展超 役
- Love Cheque〜恋の小切手（幸福兌換券）（2014）- ホー・ブーファン（何不凡） 役
- 幸福又見彩虹（2016）- 杜凡 役
- 進擊吧,閃電!（2017）- 鄧爾豪 役
- 那刻的怦然心動（2017）- 陶予飛 役
- 王牌辯護人（2020）- 麥大奇 役
- 親愛なるアダム（2022）- レン・シャオファン（任少凡） 役

### バラエティ番組
- 2023年　我們這一攤

## 音楽作品

### アルバム
- DO NOT DISTURB（2017年7月21日/種子音樂）